# 符騰堡的夏洛特
符腾堡的夏洛特公主（英語：Princess Charlotte of Württemberg，1807年1月9日—1873年2月2日）是德国符腾堡王国的公主，也是俄罗斯帝国大公夫人。
夏洛特是符腾堡国王腓特烈一世的孙女。她出生于斯图加特，但在法国巴黎长大。
1822年，她和俄罗斯沙皇保罗一世的幼子米哈伊爾·巴甫洛維奇大公订婚。次年，夏洛特改宗东正教，得名：艾蓮娜·巴甫洛夫娜。两人在1824年2月举行婚礼。虽然他们有五名女兒，她的婚姻生活并不美好。米哈伊爾大公只热爱军事工作，经常忽略夏洛特。
她在俄罗斯宫廷有一定的影响力。夏洛特和丈夫的哥哥亚历山大一世和其妻伊丽莎白·阿列克谢耶芙娜皇后是好朋友。她和当时还是皇储妃的瑪麗亞·亞歷山德羅芙娜也很快成为好友。夏洛特也活跃于慈善活动，是当时俄罗斯宫廷最受敬重的人之一。